# Municipio de Penn (condado de Westmoreland)
El municipio de Penn (en inglés: Penn Township) es un municipio ubicado en el condado de Westmoreland en el estado estadounidense de Pensilvania. En el año 2000 tenía una población de 19,591 habitantes y una densidad poblacional de 247 personas por km².

## Geografía
El municipio de Penn se encuentra ubicado en las coordenadas 40°22′00″N 79°36′59″O / 40.36667, -79.61639.

## Demografía
Según la Oficina del Censo en 2000 los ingresos medios por hogar en la localidad eran de $51,316 y los ingresos medios por familia eran $57,856. Los hombres tenían unos ingresos medios de $42,170 frente a los $27,104 para las mujeres. La renta per cápita para la localidad era de $21,681. Alrededor del 3,5% de la población estaban por debajo del umbral de pobreza.